# Hopkins (Missouri)
Pour les articles homonymes, voir Hopkins.
Hopkins est une ville du comté de Nodaway, dans le Missouri, aux États-Unis,. Fondée en 1870, elle est située au nord du comté et incorporée en 1872.

## Démographie
Lors du recensement de 2010, la ville comptait une population de 532 habitants. Elle est estimée, en 2016, à 496 habitants.

### Source de la traduction
- (en) Cet article est partiellement ou en totalité issu de l’article de Wikipédia en anglais intitulé « Hopkins, Missouri » (voir la liste des auteurs).